# Wait and Bleed
Wait and Bleed er en single af metalbandet Slipknot fra deres officielle debutalbum Slipknot. Wait and Bleed dukkede første gang op på deres Roadrunner Records Demo i 1998.
Dette er en af de eneste sange før Vol. 3: (The Subliminal Verses)-albummet der indeholder få bandeord. Det eneste bandeord der faktisk optræder i lyrikken er "hell." Sangen blev indspillet inden den nuværende guitarist James Root sluttede sig til bandet.

## Fortolkning
En fortolkning af lyrikken (der kun er et rygte) fortæller at det er om en mand der drømmer han er i et badekar med sit håndled skåret over. Han vågner dog og opdager det ikke er en drøm men virkelighed. I stedet for at hente hjælp venter han bare og bløder ("waits and bleeds"). Alligevel er denne fortolkning ikke blevet bekræftet af Slipknot. Slipknot har fortalt i et interview at deres sange er beregnet til at lytteren selv skal danne sig en mening.    

## Popularitet
Sangen endte på en 36. plads i VH1s kategori 40 Greatest Metal Songs. Sangen fik også en plads 99 i Hit Parader magasinet
Der findes flere forskellige versioner af sangen:
- "Wait and Bleed" – Fra det originale Slipknot album
- "Wait and Bleed (Terry Date mix)" – Scream 3 soundtrack og digipak-genudgivelsen af Slipknot
- "Wait and Bleed" (radioversion) – Wait & Bleed single
- "Wait and Bleed" (callout hook) – Wait & Bleed reklame
- "Wait and Bleed" (Corey & Anders) – uudgivet
- "Wait and Bleed" Animeret musikvideo fra Disasterpieces DVDen
- "Wait and Bleed" Ten Masked Men [REMIX]

## Spor
1. "Wait and Bleed (Terry Date mix)"
2. "Spit It Out (Overcaffeinated Hyper version)"
3. "(sic) (Molt-Injected mix)"